# Xeracris snowi
Xeracris snowi är en insektsart som först beskrevs av Andrew Nelson Caudell 1915.  Xeracris snowi ingår i släktet Xeracris och familjen gräshoppor. Inga underarter finns listade i Catalogue of Life.